# Biblioteca

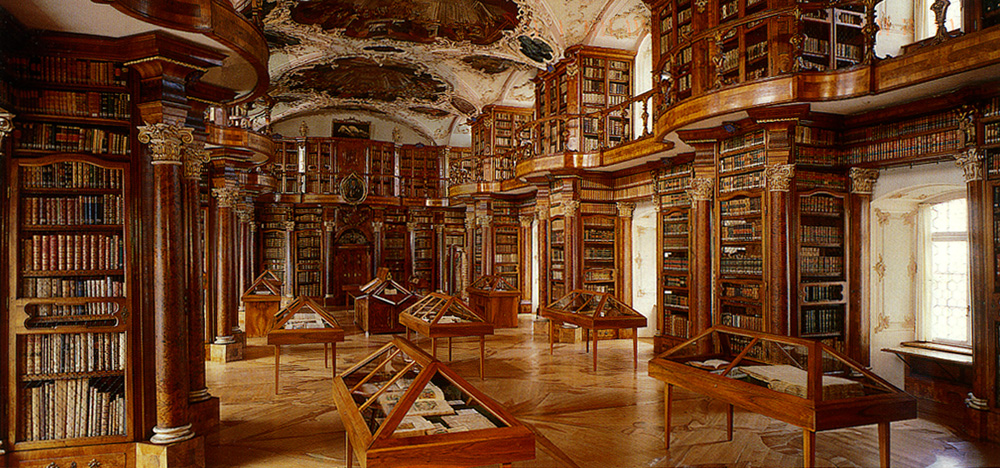
Interior da Biblioteca da Abadia de São Galo, na Suíça.

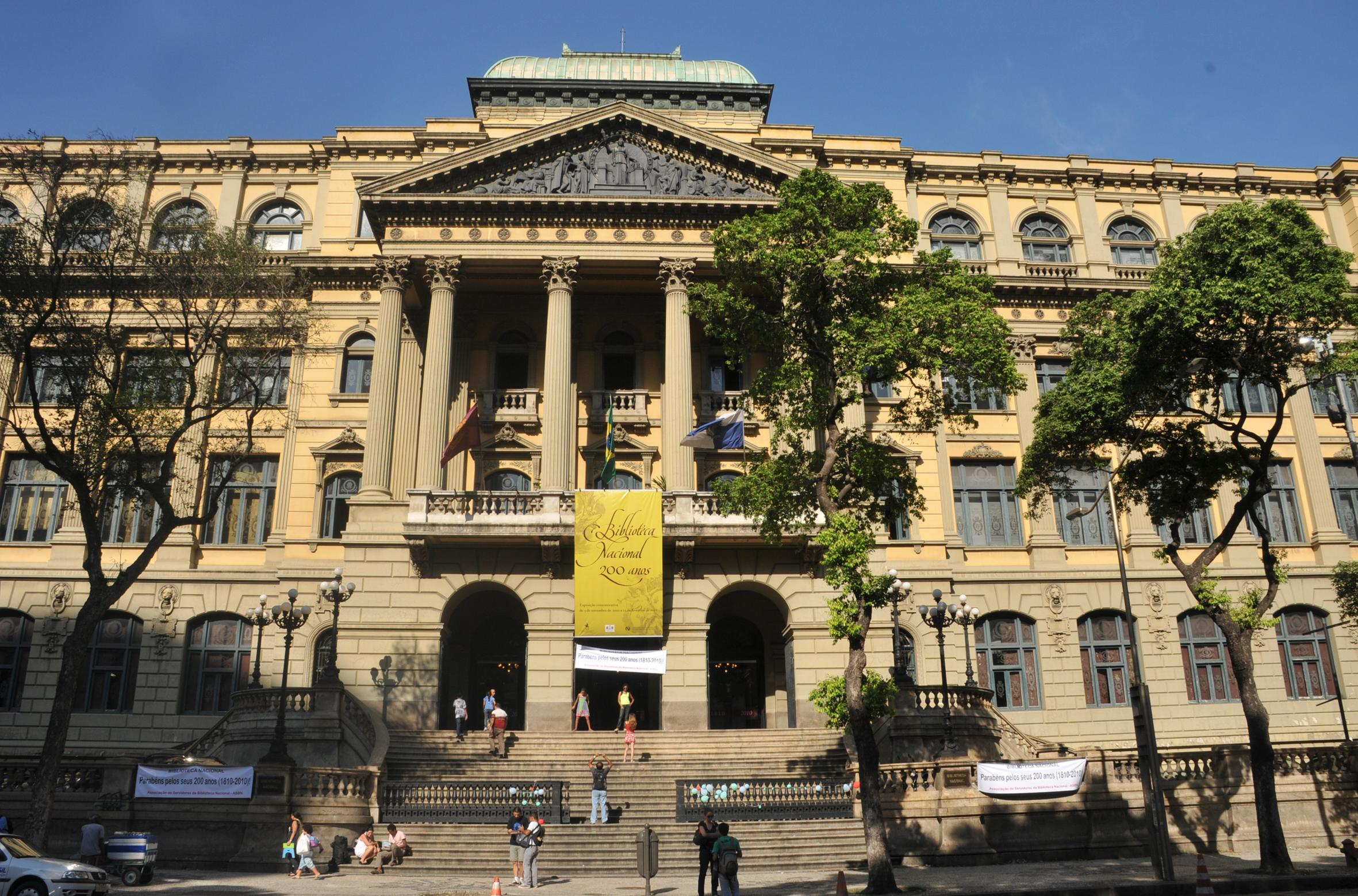
Biblioteca Nacional do Brasil no Rio de Janeiro, criada por D. João VI de Portugal.

Uma biblioteca (do grego βιβλιοϑήκη, composto de βιβλίον, biblion — "livro", e ϑήκη theca — "depósito"), na definição tradicional do termo, é um local em que são guardados livros, documentos tridimensionais, e demais publicações para o público estudar, ler, e consultar tais obras. Desta forma, os três objetivos das bibliotecas são:
- A guarda dos livros e demais publicações em local livre de perigo, onde não sejam roubados, incendiados e demais perigos;
- A conservação, que não sejam estragados porque o público manuseia constantemente as obras, ou porque os documentos ficam úmidos, quentes e ou em situações similares;
- A organização segundo algumas regras para catalogar e arquivar as obras impressas, com intuito de que seja possível de se encontrarem de maneira imediata por meio de classificações como autor, assunto, ou diferente caraterística de importância.

Os profissionais que lidam com esses objetivos são os bibliotecários, com formação em biblioteconomia, curso ensinado em instituições de ensino superior. Para os visitantes, as bibliotecas têm três finalidades básicas: estudar, ler e consultar as obras. O público procurador comum das bibliotecas está buscando um estudo sobre um certo tema, de simples leitura por diversão, ou de realização de pesquisa a respeito de alguns assuntos. Por essa razão mesmo, há uma grande variedade de pessoas que visitam as bibliotecas quando se é tratado de bibliotecas generalistas. Hoje em dia, as bibliotecas não são somente guardiãs de livros, porém, da mesma forma, de dicionários, enciclopédias, monografias, manuais, documentos tridimensionais, almanaques, atlas, jornais, revistas, mapas, cartazes, manuscritos, filmes, discos, CDs, fitas, VHS, DVDs, BDs, ou bancos de dados (arquivos em PDF ou DOC), fotografias, telas e microfilmes. Revistas e jornais são classificados como material periódico, também são organizados e armazenados em uma seção da biblioteca denominada hemeroteca - espaço próprio para este tipo de material informativo.
Porém, o velho conceito de "depósito de livros" foi redefinido para "ambiente físico ou virtual destinado à coleção de informações com a finalidade de auxiliar pesquisas e trabalhos escolares ou para praticar o hábito de leitura, material este seja impressos em folhas de papel ou ainda digitalizadas e armazenadas em outros tipos de materiais, tais como CD, fitas, VHS, DVD ou bancos de dados (arquivos em PDF ou DOC).

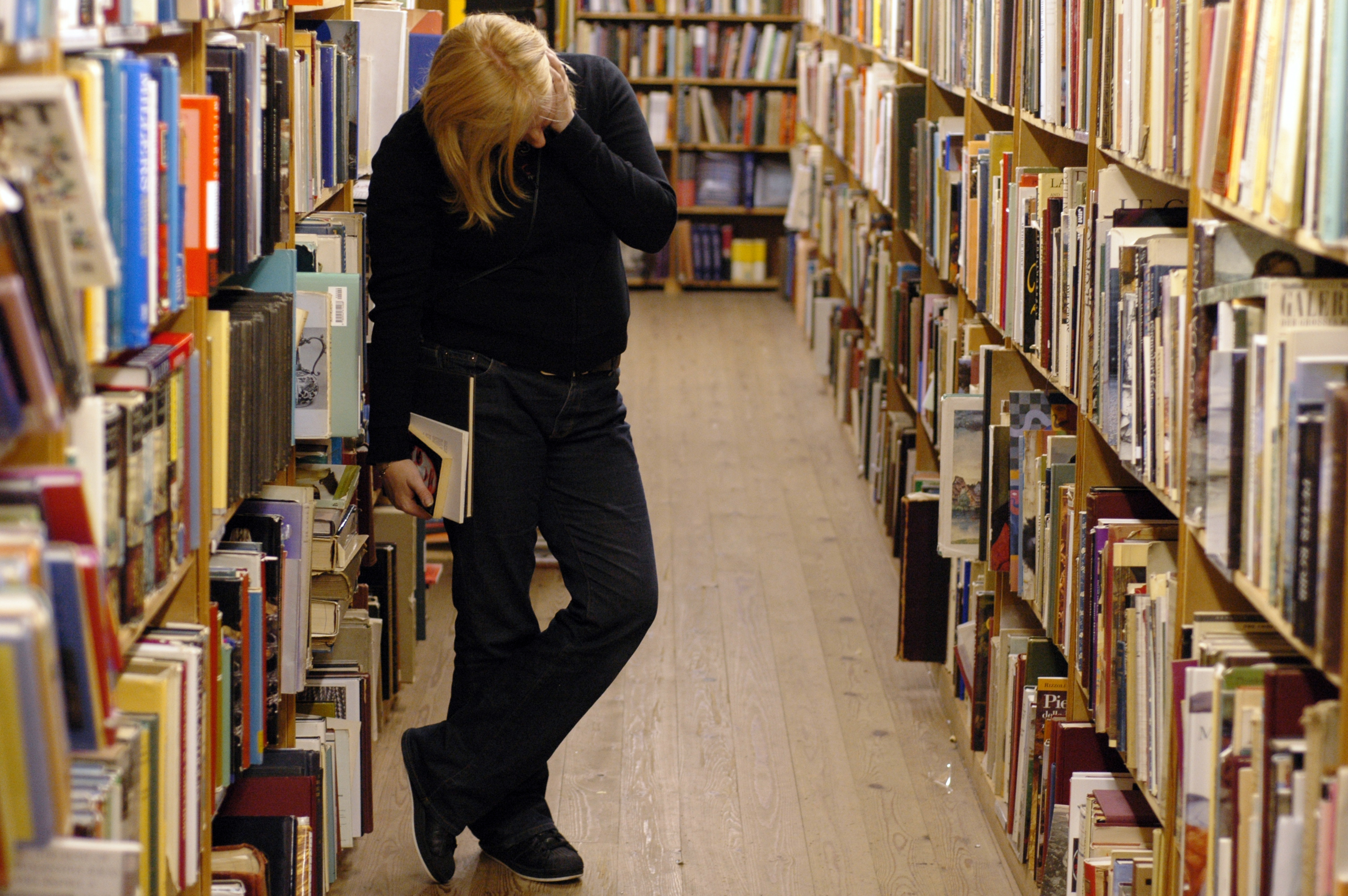
Uma consulente num corredor de biblioteca.

A disciplina que rege o funcionamento das bibliotecas é a Biblioteconomia, onde as Leis de Ranganathan ou Cinco Leis da Biblioteconomia são os princípios fundamentais. As Bibliotecas também são denominadas CDI (centros de documentação e informação). São normativamente locais de silêncio para não interromper a leitura de terceiros.

## Maior biblioteca do mundo
A maior biblioteca do mundo é a do Congresso dos Estados Unidos, em Washington, D.C., com 155 milhões de itens entre livros, manuscritos, jornais, revistas, mapas, vídeos e gravações de áudio. É a biblioteca oficial de pesquisa do congresso norte-americano e foi criada em 1800, quando a sede do governo federal foi transferida de Filadélfia para Washington. Seu prédio, chamado Thomas Jefferson Building ("Edifício Thomas Jefferson"), foi aberto ao público em 1897.

## Bibliotecas no mundo: uma epopeia histórica
Guardar o conhecimento, a cultura, a produção científica das Civilizações é uma tarefa difícil, pois o nascimento e a decadência de impérios é uma constante da história. Nesse sentido os mosteiros tiveram um papel fundamental: muito da cultura grega, romana, celta, nórdica e cristã da Antiguidade e Medieval foi preservada pelo trabalho árduo e silencioso dos monges copistas. Não por acaso, no século VIII d.C., já surgiam anexas aos mosteiros: grandes centros culturais, as Escolas Monacais.

## Momentos históricos

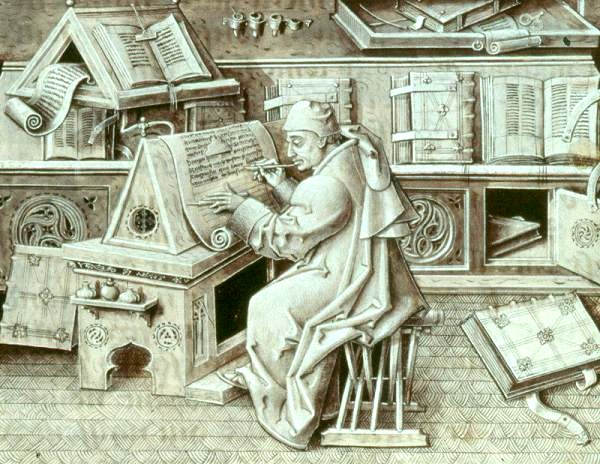
Monge escriba medieval.

Toda a saga das bibliotecas antecede a própria história do livro e vai encontrar abrigo no momento em que a humanidade começa a dominar a escrita. As primeiras bibliotecas que se tem notícia são chamadas "minerais", pois seus acervos eram constituídos de tabletes de argila: depois vieram as bibliotecas vegetais e animais, constituídas de rolos de papiros e pergaminhos. Essas são as bibliotecas dos babilônios, assírios, egípcios, persas e chineses. Mais tarde, com o advento do papel, fabricado pelos árabes, começam-se a formar as bibliotecas de papel e, mais tarde, as de livro propriamente dito. Até o momento, os historiadores acreditam que a biblioteca mais antiga seja a do rei Assurbanípal (século VII a.C.), cujo acervo era formado de placas de argila escritas em caracteres cuneiformes. Mas nenhuma foi tão famosa como a biblioteca de Alexandria, no Egito. Ela teria de 40 a 60 mil manuscritos em rolos de papiro, chegando a possuir 700 mil volumes. A sua fama é atribuída, além à grande quantidade de documentos, também aos três grandes incêndios de que foi vítima. Em outubro de 2002 o governo do Egito inaugurou a nova biblioteca Alexandria, desta vez um complexo cultural com bibliotecas, museus, áreas para exposições, centros educacionais e um centro para convenções internacionais. A nova biblioteca adotou modernos recursos de tecnologia, além de ter capacidade para até 8 milhões de volumes e lugares para 3 500 leitores.
Mas outras bibliotecas também tiveram grande importância, como as bibliotecas judaicas, em Gaza; a de Nínive, da Mesopotâmia; e a biblioteca de Pérgamo, que foi incorporada à de Alexandria, antes de sua destruição. Os gregos também possuíam bibliotecas, mas as mais importantes eram particulares de filósofos e teatrólogos.
A partir do século XVI é que a biblioteca realmente se transforma, tendo como característica a localização acessível, passa a ter caráter intelectual e civil, a democratização da informação e especializada em diferentes áreas do conhecimento.
No Brasil, a biblioteca oficial é a atual Biblioteca Nacional do Brasi, do Rio de Janeiro, que se tornou do Estado em 1825. Essa biblioteca era constituída dos livros do rei de Portugal, Dom José I e foi trazida para o Brasil por Dom João VI, em 1808. Junto à Biblioteca Nacional, outra de grande importância no Brasil é a Biblioteca Municipal de São Paulo.

## Tipos de biblioteca

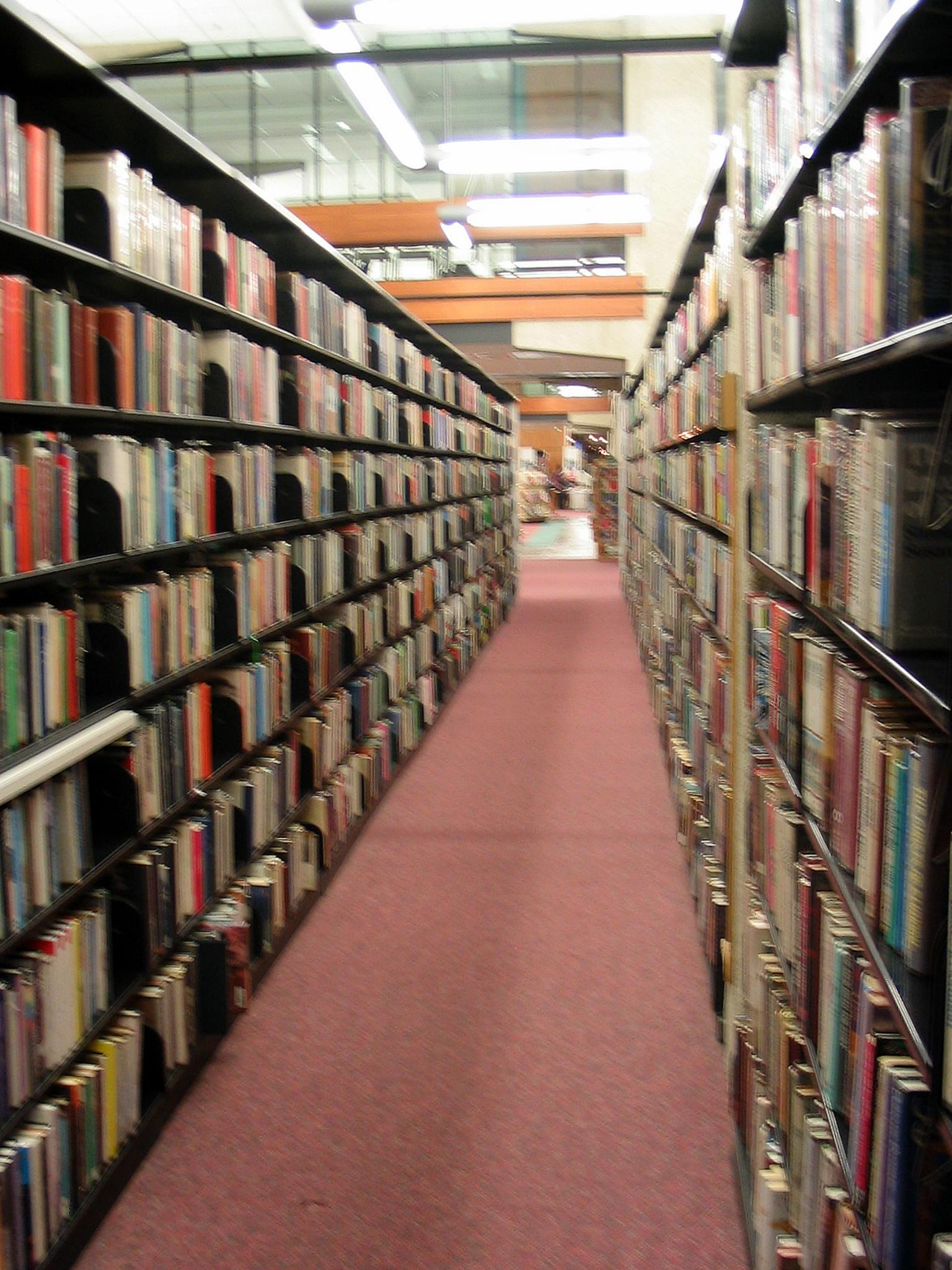
Livros organizados de forma tradicional nas estantes de uma biblioteca.

As bibliotecas podem ser públicas ou particulares. Nas bibliotecas públicas o acesso aos livros costuma ser gratuito e muitas vezes é possível emprestar livros por um determinado tempo, a depender das políticas definidas, que variam de acordo com o tipo de obra. As bibliotecas públicas buscam ser locais que propiciem a comunidade acesso a informações que de alguma forma sejam úteis e ajudem a desenvolver a sociedade. No contexto atual, muitas bibliotecas buscam oferecer infraestrutura para inclusão digital.
As bibliotecas particulares podem ser mantidas por instituições de ensino privadas, fundações, instituições de pesquisa ou grandes colecionadores. Algumas delas permitem acesso a sua coleção, permitindo a pesquisadores, estudantes ou interessados o acesso as informações armazenadas em suas dependências.
As bibliotecas especializadas oferecem coleções de informações sobre determinado tema, tais como medicina, matemática, cinema ou outros.
As bibliotecas comunitárias geralmente situam-se em áreas residenciais e em bairros da periferia, recebendo pouco ou nenhum apoio governamental. Ela sobrevive por meio de doações de pessoas ou instituições privadas.
Normalmente, as coleções de livros nas bibliotecas são classificadas, de modo a facilitar a localização e consulta por parte dos usuários. A classificação pode obedecer a diversos critérios, sendo mais comum a classificação por assuntos, e dentro do mesmo assunto, por nome do autor (alfabeticamente).
Ao longo da história, é possível classificar a evolução das bibliotecas do seguinte modo:

### Bibliotecas da antiguidade
As características destas bibliotecas são as seguintes: não são acessíveis ao público, templos e palácios. A religiosidade ficava a cargo de sacerdotes, o saber era sagrado e somente os sacerdotes sabiam ler. O tipo de material utilizado na época eram as tabletas de argila, rolos de papiro ou pergaminho, até o ano 300 aproximadamente.

### Bibliotecas comunitárias

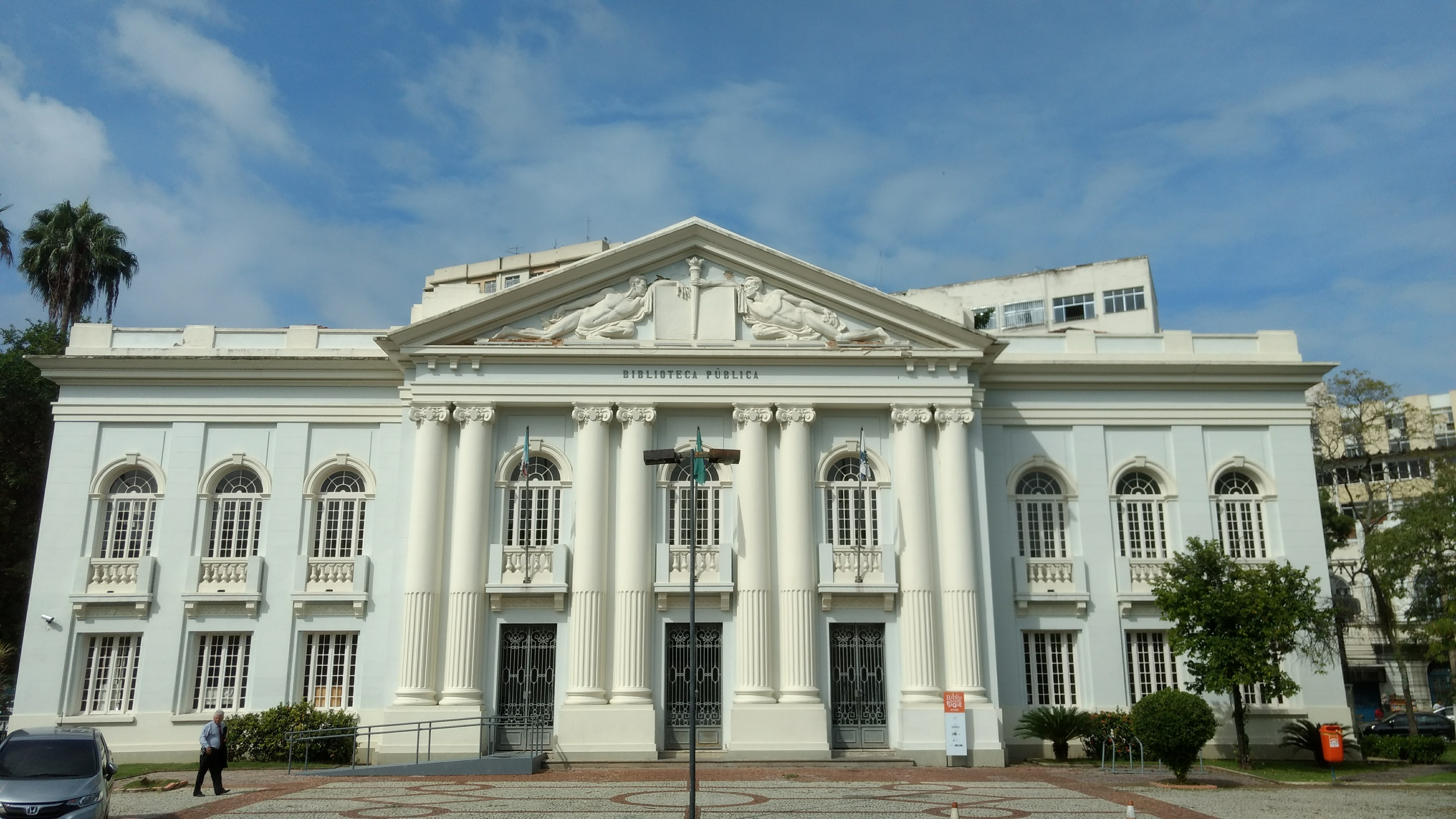
Biblioteca Parque de Niterói, no Brasil.

O número dessas bibliotecas tem aumentado nos últimos anos, no Brasil, inclusive com um sistema informal de empréstimo que dispensa até mesmo funcionários: nesse sistema, o próprio interessado escolhe seu livro, anota seu nome em um papel, e retira a obra, entregando-a quando puder. É uma maneira inclusive de exercitar a cidadania e o senso de responsabilidade de cada um.
Um exemplo desse sistema ocorre em Campanha (MG). No município, a ONG Sebo cultural organizou algumas bibliotecas em pontos-chave da cidade (rodoviária, delegacia…), locais de acesso ininterrupto aos interessados. Na rodoviária, por exemplo, a biblioteca fica numa sala sem portas, facilitando assim o acesso irrestrito não só dos munícipes, mas também de viajantes que usam o terminal.

A mediação da leitura em Bibliotecas comunitárias tem por alegação a formação de mediadores de leitura. Formações que envolvem métodos, técnicas e trocas de experiências, e entendem que a comunicação, assim como a leitura, é um direito humano e uma estratégia de democratização da informação.

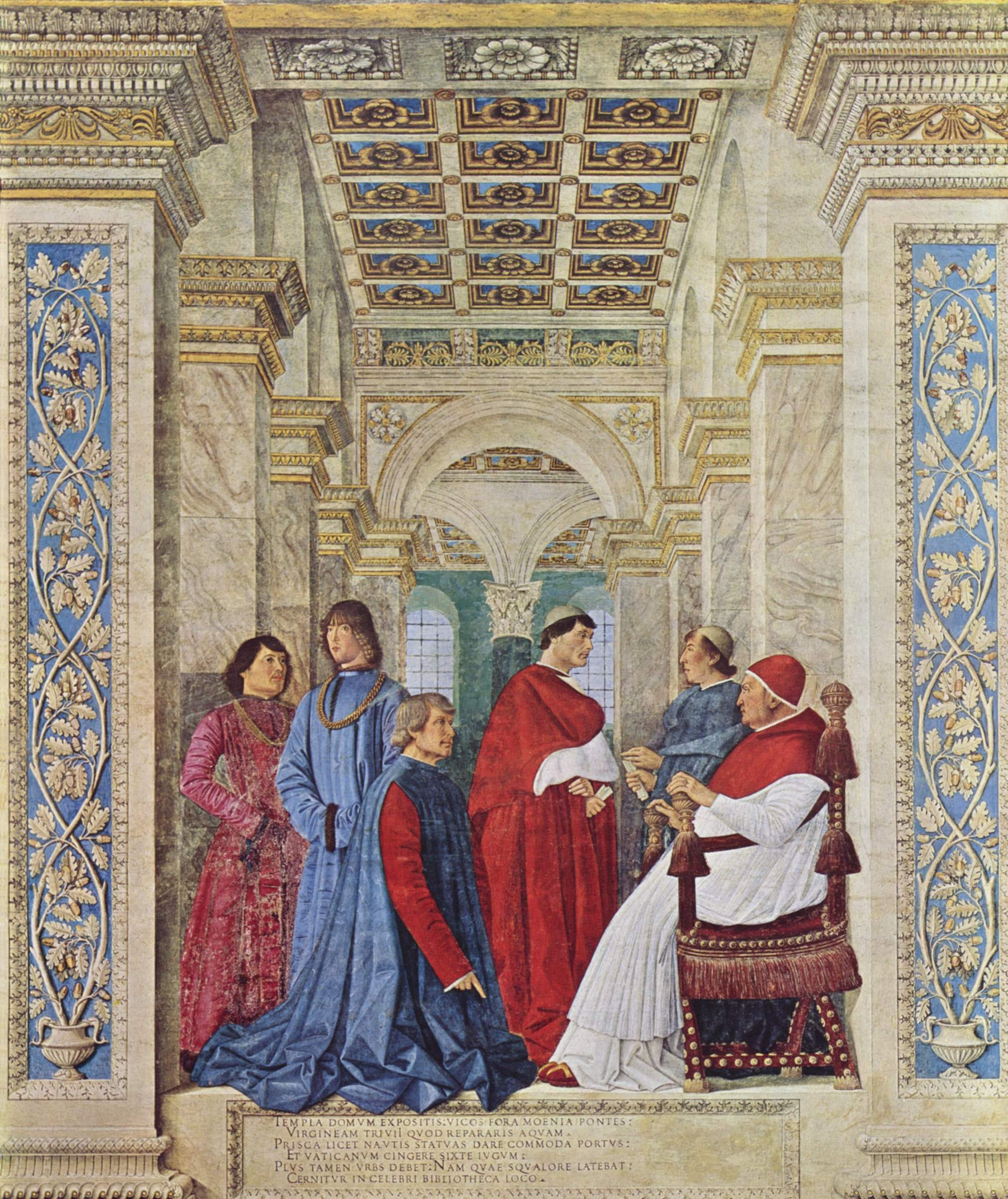
Biblioteca do Vaticano pelo Papa Sisto IV, fresco de Melozzo da Forlí, c. 1477 (Museus do Vaticano).

### Bibliotecas monacais ou monásticas
Existem três tipos de bibliotecas monacais que são as bibliotecas dos mosteiros, das catedrais ou capitulares, como por exemplo a da Catedral de Chartres e bibliotecas dos Doutores da Igreja, como São Jerônimo, Santo Agostinho, São Bento e São Isidoro, bispo de Sevilha.
As mais célebres bibliotecas monásticas são a Biblioteca do Monte Athos, na Grécia, a Biblioteca de Cassiodoro, escritor e estadista romano e a biblioteca de Monte Cassino.

### Bibliotecas universitárias
O grande acontecimento medieval que , de uma certa forma, decide os destinos de toda a civilização, e, por consequência, os destinos do livro, é a fundação das universidades. Estão ao serviço dos estudantes e do pessoal docente das universidades e outros estabelecimentos de ensino. Correspondem à unidade de informação de uma Universidade, pelo que as suas coleções devem refletir as matérias lecionadas nos cursos e áreas de investigação da instituição. A documentação é sobretudo de caráter científico e técnico, que deve ser permanentemente atualizada, através da aquisição frequente de um grande número de publicações periódicas em suporte papel ou eletrônico. A seleção da documentação é feita essencialmente pelos diretores de cada departamento da Universidade e não tanto pelo bibliotecário.
Estas Instituições têm como objetivos principais: apoiar o ensino e a investigação; dar um tratamento técnico aprofundado aos documentos, nomeadamente ao nível da indexação; e atualizar constantemente os fundos documentais.

### Bibliotecas Escolares
As Bibliotecas Escolares são instituições de ensino do sistema social que organizam materiais bibliográficos, audiovisuais e outros meios e os colocam à disposição de uma comunidade educacional. A biblioteca escolar é um instrumento de desenvolvimento do currículo e permite o fomento da leitura e a formação de uma atividade científica; constitui um elemento que forma o indivíduo para a aprendizagem permanente, estimula a criatividade, a comunicação, facilita a recreação, apoia os docentes em sua capacitação e lhes oferece a informação necessária para a tomada de decisões em aula. A biblioteca escolar é um local de extrema importância social e possui enorme responsabilidade na formação de cidadãos leitores e críticos e, portanto, com a finalidade de fomentar a leitura e inclusão da comunidade escolar, no Brasil foi aprovada em 24 de maio de 2010 a Lei nº 12.244 que "dispõe sobre a universalização das bibliotecas nas instituições de ensino do País". Com a criação da lei se torna inevitável a relevância de políticas públicas que contribuam positivamente para a construção de boas bibliotecas escolares em todas as regiões do país. A participação e apoio da comunidade em campanhas e atividades implementadas por esses espaços faz parte desse incentivo e contribui no fortalecimento da biblioteca escolar. 

### Bibliotecas particulares
As bibliotecas reais, dos grandes senhores, que mais tarde passaram a ser oficiais ou públicas. A mais importante biblioteca pública foi a Biblioteca de Carlos Magno - Rei dos Francos (768-814). Escritores e intelectuais usualmente possuem grandes bibliotecas, geralmente incorporadas a universidades após a morte dos donos.

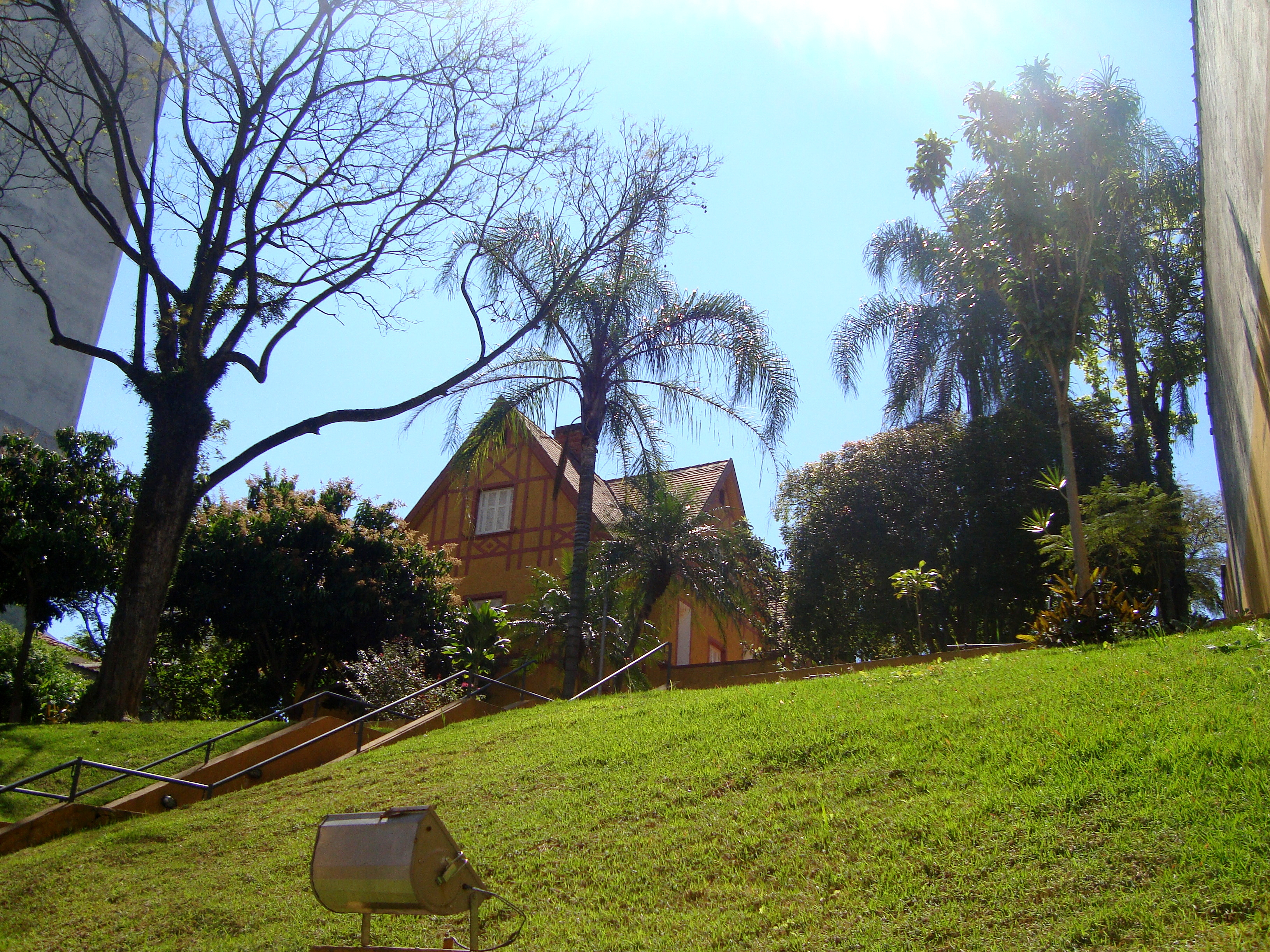
Biblioteca Narbal Fontes, no Alto de Santana, cidade de São Paulo.

### Bibliotecas infantis
Oferecem toda uma variedade de serviços e fundos bibliográficos vocacionados especialmente para as crianças. Têm como prioridade criar e fortalecer hábitos de leitura nas crianças desde tenra idade, familiarizar as crianças com os diversos materiais que poderão enriquecer as suas horas de lazer. Visam despertar as crianças para os livros e a leitura, desenvolvendo a sua capacidade de expressão, criatividade e imaginação. Podem conter também revistas em quadrinhos, fanzines e folhetos de cordel, tanto nas bibliotecas tradicionais, como em gibitecas, fanzinoteca e cordeltecas.

### Bibliotecas hospitalares
São bibliotecas normalmente criadas a partir da cooperação com o Ministério da Saúde, que visam a humanização da assistência aos doentes. O seu objetivo é fazer com que o período de hospitalização não seja um fator de exclusão para os doentes, pois, veem-se afastados da família, amigos e de sua casa. Também tornar a sua estadia mais lúdica, alegre, o menos traumatizante possível, atenuar situações de angústia e sofrimento, melhorar as relações com a equipe hospitalar e contribuir para o  bem-estar físico e psíquico dos doentes. Os seus utilizadores são todos quantos vão ao hospital, crianças e pais, jovens, adultos e idosos, portanto, todos aqueles que se encontrem imobilizados no leito, em períodos de espera, em momentos transitórios ou livres de internamento, consulta ou atendimento ambulatório. Os profissionais de saúde, médicos, enfermeiros e voluntários, exercem de mediadores entre os livros, a leitura e os doentes, pois, vão espalhando a leitura pelos vários ambientes dos hospitais públicos do País.

### Bibliotecas do século XXI
As bibliotecas sempre sobreviveram aos diferentes paradigmas tecnológicos, desde a invenção da escrita, passando pela tipografia, até chegar ao atual contexto tecnológico em que coexistem as bibliotecas tradicionais e as modernas.
Hoje as bibliotecas são híbridas, isto é, com espaços, serviços e coleções simultaneamente físicos e virtuais, em que as novas tecnologias de informação e comunicação passam a ser a base do serviço e da inter-relação com o utilizador; passando a oferecer ao cidadão um conjunto de informações que as novas tecnologias tornam disponível, mas já de forma tratada e selecionada, possibilitando uma maior rapidez de acesso à informação.

## Administração da biblioteca
A administração da biblioteca é feita por um profissional com formação superior em Biblioteconomia. Este é chamado de bibliotecário ou bibliotecária. Capaz de gerenciar todo espaço ao qual a biblioteca se encontra, esse profissional é o responsável direto pelo acervo, classificação de assuntos, processamento técnico e, manutenção e supervisão da biblioteca. O bibliotecário tem a formação adequada para organizar e coordenar um grupo de organizadores de documentos ou técnicos auxiliares em organização da informação.

### Princípios gerais abordados
As boas práticas dizem que qualquer biblioteca, sem deixar de se empenhar na conservação dos documentos do passado, deverá dotar-se continuamente de documentos do presente.
Dentro deste preceito, a aquisição de novos documentos deve ser realizada de maneira organizada, e para isso segue uma política de compra de livros. A seleção faz-se tendo em conta o fundo documental existente da Biblioteca, a fim de o completar, e ainda de acordo com as necessidades relativas à atualização das coleções existentes. A bibliografia deve ser selecionada seguindo critérios de qualidade e valor, levando em conta a necessidade de quem a utiliza.

### Aquisição de novas edições bibliográficas
Para se proceder à aquisição de bibliografia há que conhecer o mercado editorial e estar atento as novidades editoriais. Para se manter informado o responsável pelo serviço de aquisições dispõe de vários recursos: bibliografias, catálogos editoriais e de livrarias ou também de informações e críticas publicadas em periódicos.
Antes de mais a biblioteca conta com o apoio e orientação do professor bibliotecário e dos vários professores dos diferentes Departamentos que, ao iniciarem um novo ano letivo, fazem o levantamento da bibliografia necessária para o novo ano letivo e enviam a respectiva informação para a Biblioteca, para o responsável pelas aquisições verificar o que existe na Biblioteca e por seguinte proceder à aquisição do material que está em falta. As "visitas" periódicas a Livrarias que lançam as novidades também são importantes assim como ter em conta as sugestões dos utilizadores.
Processo de aquisições
O processo de aquisições pode ser descrito em seis etapas:
- Pesquisa: faz-se a solicitação de aquisição de nova bibliografia para a Biblioteca, o responsável pelo serviço deve fazer a pesquisa na base de dados da Biblioteca para verificar se o documento já faz parte do fundo documental como também a pesquisa na base de dados das encomendas já efetuadas, evitando assim a duplicação de bibliografia e desperdício de orçamento.
- Verificação bibliográfica: depois do procedimento em epígrafe, antes de se seguir à encomenda do livro, o responsável pelo serviço, deve verificar se o documento está disponível. Essa verificação ajuda a ter um custo provável do livro, a comparação de preços em várias livrarias ou distribuidores, assim como uma data, mais ou menos definida, de entrega do mesmo.
- Encomenda: o pedido de aquisição do livro deverá ser feito à livraria ou distribuidor, num modelo pré-definido pelo serviço onde compreenda obrigatoriamente os seguintes dados bibliográficos: autor, título, editor, local de edição, data e ISBN. O pedido poderá ser feito em papel, por fax ou carta, ou por correio eletrônico.
- Entrada do documento: quando o documento dá entrada na Biblioteca, todos os elementos bibliográficos têm que ser verificados minuciosamente (Verificar se existem documentos com o mesmo título e mesmo editor, mas de autoria diferente, tornando assim esse documento completamente distinto/diferente do outro). A fatura ou guia de remessa que acompanha o documento ou documentos pretendidos deve ser devidamente verificada, tendo em atenção aos descontos feitos e o total da fatura. Depois de certificada a fatura deve ser assinada e despachada para os serviços de contabilidade e tesouraria, para se dar seguimento ao pagamento.

## Teoria sobre o futuro das bibliotecas

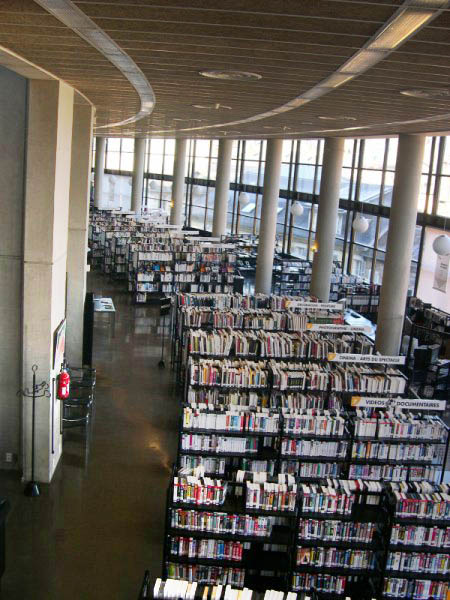
Biblioteca moderna em Chambéry, na França.

Nos dias atuais, as bibliotecas vêm se adaptando ao processo de inovações tecnológicas ocorridas com a evolução da humanidade, sendo que uma das principais características da biblioteca do futuro, é que a mesma apresentará não mais o volume do seu acervo, e sim a disponibilidade de poder disseminar informações com outras instituições através das novas tecnologias informacionais. Apesar de ainda mostrar muito fôlego, os livros, que compõem a maior parte dos acervos das bibliotecas físicas, provavelmente em um futuro próximo, serão armazenados em multimídias, Internet e outros mecanismos de armazenamento de dados eletrônicos.

## Em Portugal
Em Portugal, em 2013, existem 510 bibliotecas públicas nacionais estão acima da média europeia no que respeita à oferta de tecnologias de informação. De acordo com um estudo europeu elaborado pela Fundação Bill e Melinda Gates, em que Portugal participou através da Direção-Geral do Livro e das Bibliotecas, mais de 90% das bibliotecas públicas possuem computadores ligados à internet e acesso sem custos, e cerca de 60% de entre elas têm Wi-fi.
Em 2012, um milhão de adultos usaram uma biblioteca pública em Portugal (12%) e, desses, 14% utilizaram os computadores existentes para aceder gratuitamente à internet.
Segundo os dados da Rede Nacional de Bibliotecas Públicas, as 194 bibliotecas centrais – as que estão situadas nas sedes de município – despenderam em média, durante 2011, 215 mil euros cada, o que, em termos globais, se traduziu em 42 milhões de euros de despesas totais, sendo que 77% são despesas com pessoal.

## No Brasil

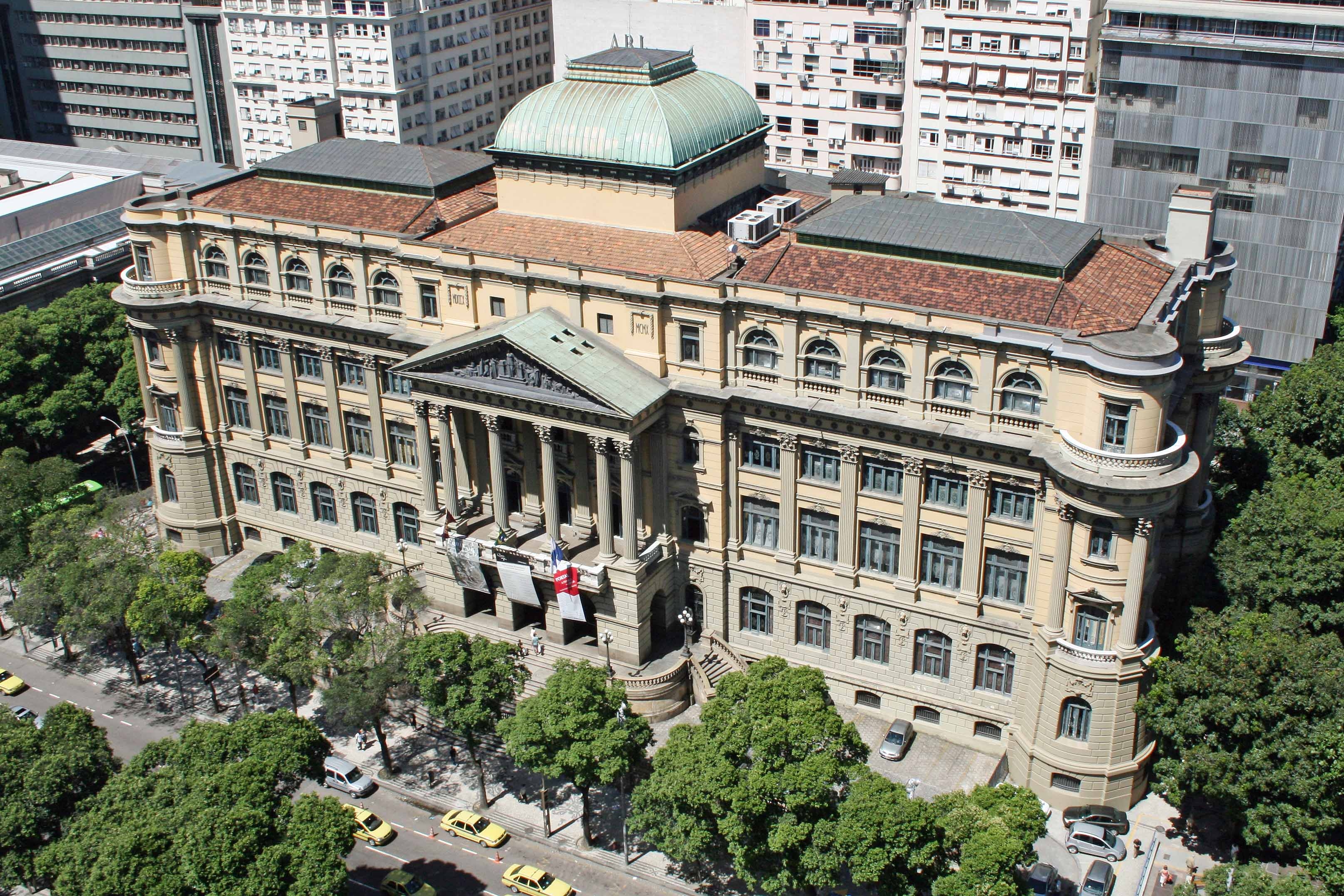
Edifício da Biblioteca Nacional, na cidade do Rio de Janeiro.

A Lei n° 12 244 de 2010, sancionada pelo presidente Luiz Inácio Lula da Silva, dispõe sobre a universalização das bibliotecas nas instituições de ensino do país. Conforme o texto, "Biblioteca Escolar " é definida como uma coleção de livros ou documentos registrados em diferentes tipos de suportes que sejam destinados a consulta, pesquisa, estudo ou leitura.
De acordo com a lei, todas as escolas, sejam elas particulares ou públicas, deverão contar com uma até o ano de 2020, além de serem obrigadas a fornecerem um título para cada aluno matriculado. Também deverão ampliar seus acervos, divulgando orientações para uma boa utilização dos mesmos.
Outra exigência desta lei estabelece que todas as bibliotecas sejam administradas por profissionais da área, fato que torna a lei de suma importância para os bibliotecários.